# Sluitersveld

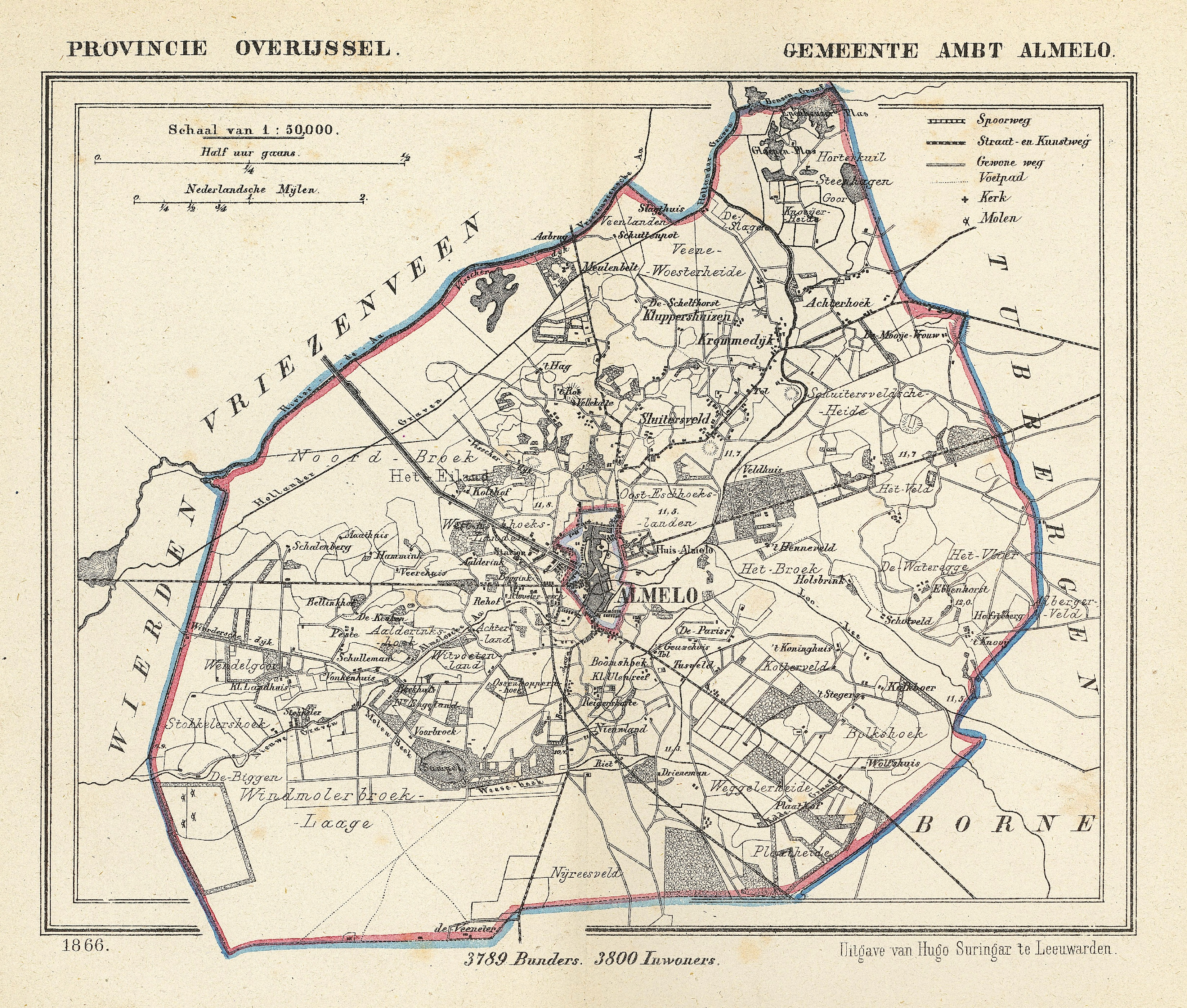
Sluitersveld was in 1866 nog een landelijk gelegen buurtschap ten noorden van Almelo.

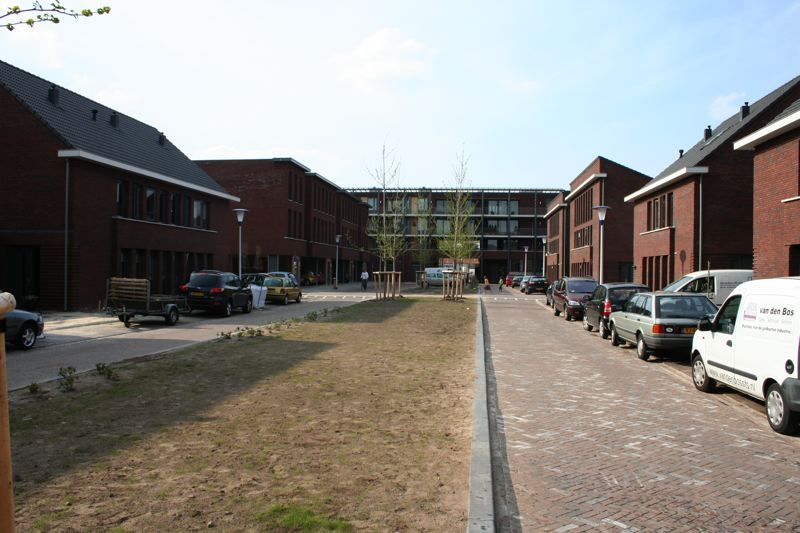
Spinnerij, een hofje in de buurt Hedeman.

Het Sluitersveld is een wijk in het noordoosten van de stad Almelo. De wijk ligt tussen de Schelfhorst, en het Almelo-Nordhornkanaal.

## Buurten
Het Sluitersveld bestaat uit de volgende buurten:

### Ootmarsumsestraat en omgeving
Deze buurt ligt voor het grootste gedeelte parallel aan de Ootmarsumsestraat, een drukke, doorgaande weg richting Ootmarsum. Hier ligt de in aanbouw zijnde buurt Hedeman die voor het grootste gedeelte is gebouwd op grond van de voormalige Hedeman Textielfabriek. Hedeman bestaat uit huurwoningen en koopwoningen. De buurt nadert zijn voltooiing met de bouw van "De Bascule", een appartementencomplex van 8 verdiepingen hoog aan het Almelo-Nordhorn kanaal. 

De buurt beschikt over het moderne winkelcentrum "Ootveld". Ootveld is een samentrekking van de woorden Ootmarsumsestraat en Sluitersveld. Het winkelcentrum trekt zelfs bezoekers uit de omliggende plaatsen zoals Mariaparochie en Harbrinkhoek. Verder bevinden zich aan de Ootmarsumsestraat zelf ook nog vele winkels, een fietsenmaker en apotheek.
Zie kaart.

### Markgraven
Zie kaart.

### Rumerslanden
Zie kaart.

### Wester-Sluitersveldlanden
Zie kaart.

### Verspreide huizen wijk 13
In deze buurt ligt de in aanbouw zijnde villabuurt Almelo NoordOost die volledig bestaat uit grote vrije kavels die bedoeld zijn voor de bouw van grote huizen.
Het gaat in totaal om 290 kavels die met 40 per jaar worden uitgegeven tot 2020. NoordOost is onderdeel van het Masterplan Almelo en bedoeld om de hogere inkomensgroep aan de stad Almelo te binden. De hele wijk zal voorzien worden van een glasvezel verbinding met Ethernet to the Home van Ziggo. Zie kaart.
Stad: Almelo      Dorpen: Aadorp · Bornerbroek · Mariaparochie (deels)      Buurtschappen: Tusveld · Bavinkel · Deldenerbroek (deels)

Wijken: Binnenstad · De Riet · Noorderkwartier · Sluitersveld · Wierdensehoek · Nieuwstraat-Kwartier · Ossenkoppelerhoek · Hofkamp · Schelfhorst · Windmolenbroek

Voormalige gemeenten: Ambt Almelo · Stad Almelo

Overijssel · Steden en dorpen in Overijssel      Nederland · Provincies · Gemeenten